# 디 유니버스
디 유니버스(아랍어: جزر الكون, 영어: The Universe)은 아랍에미리트 두바이에 건설중인 인공섬 프로젝트이다. 디 유니버스는 태양계, 은하계 등의 모양을 한 섬을 건설할 계획이며, 2023년부터 2028년에 완성될 전망이다.